# Die Goldfische
Die Goldfische ist eine deutsche Filmkomödie des Regisseurs Alireza Golafshan aus dem Jahr 2019. Er kam am 21. März 2019 in die deutschen Kinos. Die Veröffentlichung auf DVD und Blu-ray erfolgte im Oktober 2019. Die Premiere des Films im deutschen Fernsehen war am 10. Januar 2022 bei Sat 1.

## Handlung
Der Banker und Portfoliomanager Oliver lebt nur für seinen Beruf. Um einen Termin einzuhalten, fährt er mit überhöhter Geschwindigkeit an einem Stau auf einer Landstraße vorbei und verursacht so einen schweren Verkehrsunfall. Durch eine daraus resultierende Querschnittlähmung sitzt er fortan im Rollstuhl und verbringt seine Tage in einer Reha-Klinik. Hier trifft er auf Laura, die eine Behinderten-WG betreut. Auf der Suche nach WLAN verschlägt es Oliver in ebendiese WG, die sich „Die Goldfische“ nennt. Sie besteht aus der blinden Magda, den beiden Autisten Rainman und Michi und Franzi mit Down-Syndrom.
Er erfährt, dass die Finanzbehörde in der Schweiz Schließfächer auf Schwarzgelder überprüft und fasst als Betroffener einen Plan, um sein Geld in Sicherheit zu bringen. Oliver spendiert der WG eine Kamel-Therapie in der Schweiz. Währenddessen fährt er heimlich gemeinsam mit dem Pfleger Eddy nach Zürich, um sein Schwarzgeld aus der Bank abzuholen. Laut Olivers Plan soll das Geld in dem Bus der Behindertengruppe über die Grenze geschmuggelt werden, da dieser keinen Verdacht erregt. Durch einen Zufall erfährt Laura von dem Vorhaben und zwingt Oliver dazu, das Geld zurückzubringen.
Wieder in Zürich angekommen, wird Laura von der Gruppe getrennt, und Oliver bringt erst Rainman und dann Magda dazu, den Bus über die Grenze zu fahren. Sein Schwarzgeld stopft Oliver unter Michis Kleidung. An der Grenze stößt Laura erneut zu der Gruppe, dafür ist Michi nun verschwunden. Die WG entdeckt ihn in einem Freizeitpark, wo er gerade in eine Bungeekugel einsteigt. Als er hochgeschleudert wird, verliert er das an ihm befestigte Schwarzgeld, das sich nun über das gesamte Gelände des Parks verteilt und von Besuchern aufgefangen wird.
Wieder in der Reha-Klinik angekommen, stiftet die Leiterin Ingeborg Zschetzsche die Gruppe an, künftig als professionelle Schmuggelbande nach Luxemburg zu fahren, um gegen Spenden für die Klinik die Schwarzgelder von Geschäftsleuten über die Grenze zu befördern.

## Kritiken
„Die mal lustige, mal alberne Behindertenkomödie will ihre Figuren nicht für Witze missbrauchen, leistet sich aber dennoch gelegentliche Ausrutscher. Die Unausgeglichenheit in der Figurenzeichnung passt zur Heterogenität des filmischen Stils, der unterschiedlichste Elemente und Ästhetiken zusammenhanglos miteinander verbindet.“

„Anfangs geht das Konzept auf. Solange sich Die Goldfische nicht um Political Correctness schert, stimmen die Pointen. Gerade Kida Khodr Ramadan (4 Blocks) und Birgit Minichmayr (Alle anderen) laufen dann zu Höchstform auf. Zu früh jedoch verfällt die Tragikomödie in klassische Muster, wird moralisch und beginnt sich zu wiederholen. Am Ende bleibt nicht mehr übrig als eine solide, aber letztlich formelhafte Nummernrevue im Gewand eines Roadmovies.“

„Am Ende [überwiegen] trotz des Stotterstarts mit holpriger Figureneinführung und vielen Längen doch die positiven Seiten. Denn wenn die Goldfische erst einmal das schöne Zürich und das Schweizer Grenzland unsicher machen, gibt es nicht nur eine Reihe großartiger Gags, sondern in den richtigen Momenten auch die nötige Portion Herz – ohne dass die sich schon früh andeutende Liebesgeschichte zwischen Oliver und Laura allzu dominant wird und so den Fokus wieder von dem begeisternden Behinderten-Quartett weglenkt.“

„Die Situationskomödie "Die Goldfische" kann die Lachmuskeln bis zur Atemnot strapazieren. Golafshans Variationen der Grundsituation wirken nie schematisch. Was er auch durchspielt […] es ist wie zum allerersten Mal gesehen und zwerchfellerschütternd. Fazit: B wie brüllend komisch.“

Die Deutsche Film- und Medienbewertung (FBW) in Wiesbaden verlieh dem Film das Prädikat ‚Besonders wertvoll‘.

## Adaption
Am 16. September 2022 hatte an der Comödie Dresden eine gleichnamige Adaption des Films in der Regie von Christian Kühn Premiere.